# ريكاردو فيليبس
ريكاردو أوسكار فيليبس (بالإسبانية: Ricardo Phillips) (مواليد 31 يناير 1975 في بنما) لاعب كرة قدم بنمي دولي يجيد اللعب في خط الوسط . يلعب حاليا لصالح نادي سان فرانسيسكو البنمي من سنة 2009 .

## روابط خارجية
- ريكاردو فيليبس على موقع الاتحاد الدولي (مؤرشف)  (الإنجليزية)
- ريكاردو فيليبس على موقع الدوري الأمريكي (الإنجليزية)
- ريكاردو فيليبس على موقع قاعدة بيانات كرة القدم.إي يو (الإنجليزية)
- ريكاردو فيليبس على موقع ناشيونال فوتبول تيمز (الإنجليزية)
- ريكاردو فيليبس على موقع Soccerway.com (الإنجليزية)